# Shujaiya

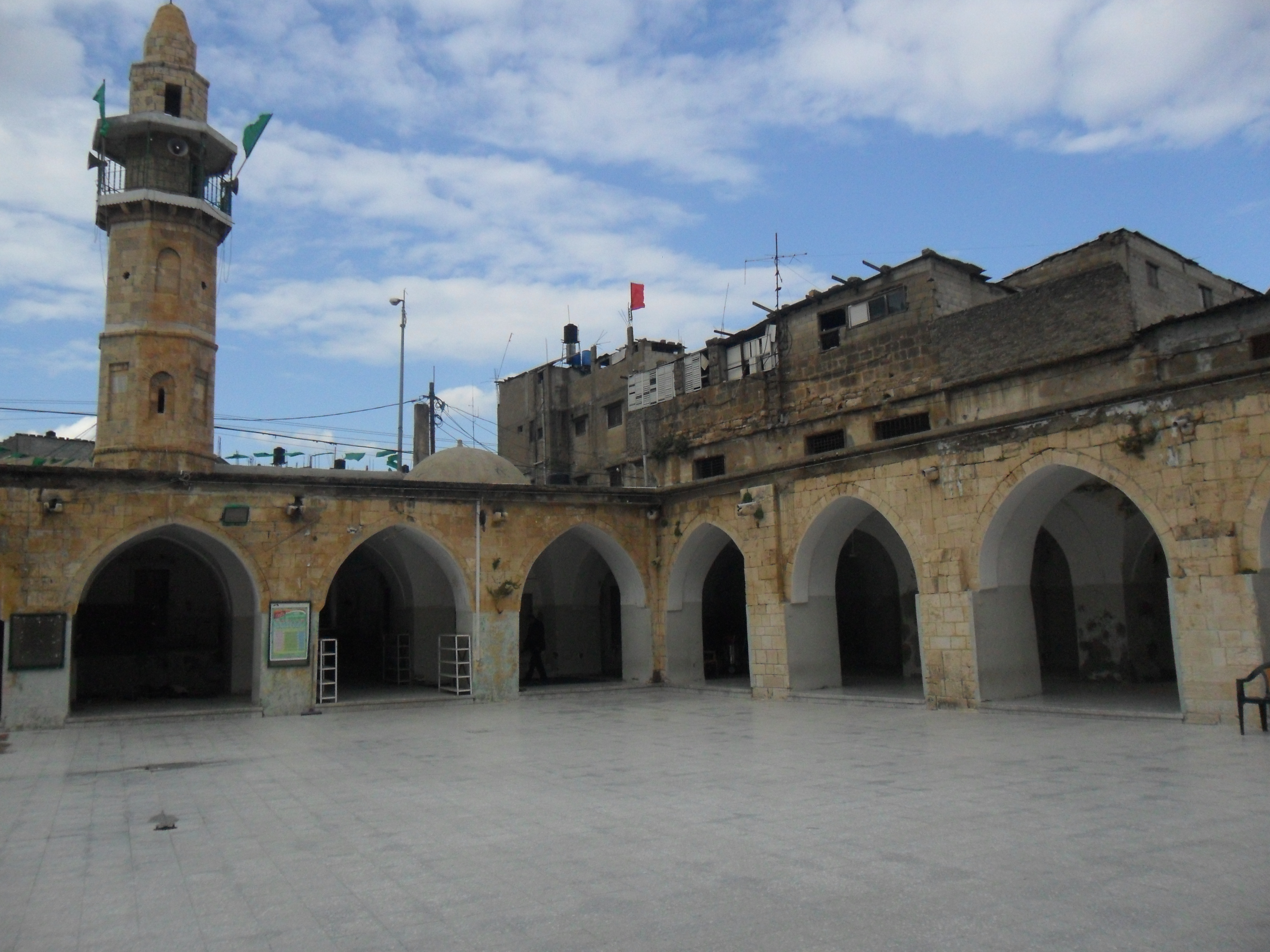
Mezquita de Ahmed Ibn Othman, en Shujaiya

Shujaiya (en árabe: الشجاعية‎), también Shejaiya, Shijaiyeh, Shujayya, Shuja'ia o Shuja'iya, es un barrio de la ciudad palestina de Gaza, situado en el casco histórico de la ciudad. Se trata de uno de los barrios más grandes de la ciudad, pues cuenta con entre 92.000  y 100.000  habitantes. Se encuentra al este de la ciudad y su núcleo está situado en una colina al otro lado de la carretera de Saladino, que recorre la Franja de Gaza de norte a sur. Shujaiya es un barrio antiguo que contiene diversos edificios, mezquitas y tumbas antiguas. El Cementerio de Guerra de la Commonwealth se encuentra a unos 2 kilómetros al norte del centro comercial del barrio.

## Historia

### Edad Media
La historia de Shujaiya comienza durante el dominio de la dinastía ayubí sobre Gaza y lleva el nombre de Shuja' al-Din Uthman al-Kurdi, un emir (comandante militar) ayubí que murió luchando contra los cruzados en 1239. El barrio de Shujaiya fue la primera expansión de Gaza más allá de su ciudad vieja, y se trataba, a diferencia de otros barrios de la ciudad, de un barrio mixto. Solía ser un distrito eminentemente comercial, aunque también tenía un cierto carácter residencial. Durante la Edad Media, las casas del barrio estaban mal construidas y sus calles eran estrechas y sin adoquinar. Sin embargo, contaba con gran cantidad de extravagantes mezquitas y de santuarios musulmanes. La mezquita Ibn Uthman, que data del siglo XIV, la mezquita Mahkamah, del siglo XV, y la mezquita al-Zufurdimri se encuentran en Shujaiya.
Al estar construido extramuros, Shujaiya tenía más potencial de crecimiento que los barrios de al-Daraj, Zeitún y Tuffah. Con el tiempo, creció hasta convertirse en el barrio más grande de Gaza. Sus zonas norte y sur estaban separadas por criterios étnicos. La parte sur se llama al-Turkuman por la concentración de clanes turcomanos que se establecieron allí durante el mandato del sultán ayubí Al-Salih Ayyub (1240-1249). La parte norte se llamaba al-Judaida o Shujaiya al-Akrad, y estaba poblada por kurdos originarios de la zona de Mosul.

### Edad Moderna
El censo otomano de 1525 muestra una población prácticamente pareja de turcos y kurdos, con 89 y 90 hogares respectivamente. Los judíos eran el grupo étnico más grande con 95 hogares, mientras que los cristianos tenían 82. Hacia 1538, sin embargo, las poblaciones kurda y turcomana habían crecido drásticamente, especialmente la primera. Los kurdos tenían 278 hogares mientras que los turcos tenían 181. Para 1549, la población kurda había seguido creciendo hasta los 406 hogares, mientras que los turcomanos mantuvieron un crecimiento constante que les llevó a 195 hogares. Las unidades militares mamelucas residían en su propia comunidad en Shujaiya, más pequeña que la del resto de etnias. Su población constaba de 44 hogares en 1557, que se habían reducido a tan solo 66 personas en 1597.

### SiglosXXyXXI
La escuela femenina de primaria de Shujaiya se fundó en 1967. En 2011 tenía un total de 1326 alumnas. El 6 de octubre de 1987, justo antes del estallido de la Primera Intifada, tuvo lugar un enfrentamiento armado entre la Yihad Islámica palestina y el ejército israelí. El enfrentamiento resultó en la muerte de un oficial israelí y cuatro militantes de la Yihad Islámica, por lo que estos últimos conmemoraron el día como la "Batalla de Shujaiya". En el primer aniversario de la operación, en 1988, la Yihad Islámica convocó una huelga general contra Israel.
El barrio es un bastión histórico de Hamás. El clan Hilles, alineado con Fatah, ejerció cierta influencia en Shujaiya hasta que la policía palestina, dirigida por Hamás, les acusó de esconder a sospechosos de un atentado previo en la ciudad. Esto provocó enfrentamientos entre las fuerzas policiales y miembros del clan que ocasionaron nueve muertes y obligaron a los miembros del clan Hilles a abandonar el barrio para reasentarse en Cisjordania.

#### Guerra de 2008-2009
Shujaiya ha sido un objetivo frecuente de los ataques israelíes. Durante la guerra de Gaza de 2008-09, los bombardeos israelíes mataron a varios miembros de las fuerzas de seguridad de Hamás y destruyeron la comisaría local. Una alianza de milicianos de Hamás y la Yihad Islámica participó en intensos combates contra el ejército israelí días después de los ataques aéreos. Hamás afirmó haber perdido a tres combatientes, incluido un comandante local, tras un bombardeo israelí, mientras que las Brigadas de los Mártires de Al-Aqsa, afiliadas a Fatah, perdieron a un combatiente después de tender una emboscada a fuerzas israelíes encubiertas. Una clínica para mujeres y niños fue destruida por un ataque aéreo israelí durante la guerra sin que se registraran víctimas mortales.

#### Guerra de 2014

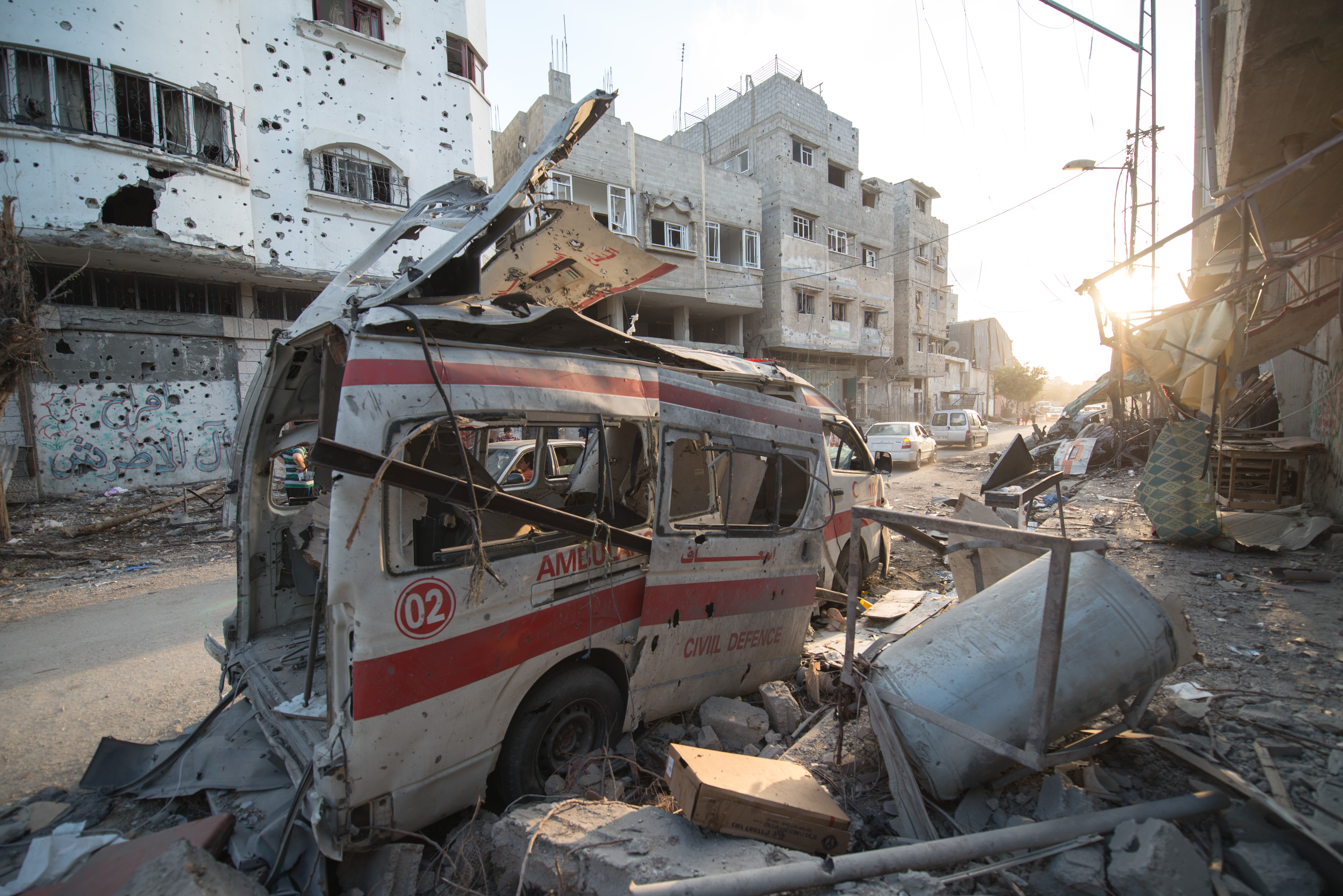
Ambulancia destruida en Shujaiya por las fuerzas israelíes durante la guerra de Gaza de 2014

Durante la guerra de Gaza de 2014, el barrio fue el escenario de la Batalla de Shujaiya, la más feroz de la guerra, y fue duramente bombardeado por las fuerzas israelíes. Entre 65 y 120 palestinos murieron en los combates, y entre ellos al menos 17 niños, 14 mujeres y cuatro ancianos, así como 16 soldados israelíes. En uno de los incidentes más llamativos de esta batalla, una emboscada tendida por los milicianos palestinos supuso la muerte de catorce soldados israelíes, además de la captura del cadáver de uno de ellos, que sigue retenido en la Franja de Gaza. Israel afirmó que el barrio había sido atacado porque el 8% de los ataques con cohetes realizados por las fuerzas palestinas contra Israel se habían originado en Shujaiya y porque el barrio era, supuestamente, el origen de túneles que llevaban hasta Israel. Después de la guerra de 2014, una brigada israelí entregó a los soldados que lucharon en Shujaiya fotografías del antes y el después en las que se reflejaban los daños infligidos. La reconstrucción del barrio se complicó por la escala de prioridades de la ONU, cuya financiación se asignaba según un rango de importancia, desde daños menores hasta daños estructurales, pero muchos de los vales de cemento para las familias se acababan vendiendo en el mercado negro.

#### Guerra de 2023-24
Durante la guerra de Gaza de 2023-24, numerosas imágenes mostraban la «inmensa destrucción» del barrio. Se calcula que entre 60.000 y 80.000 habitantes del barrio se vieron desplazados.
El 6 de diciembre de 2023, las hostilidades llegaron al barrio de Shujaiya, donde durante semanas se desarrollaron intensos combates. Ese mismo día, las tropas israelíes tomaron el control de la carretera de Saladino. El 12 de diciembre tuvo lugar en el barrio una emboscada en la que los milicianos palestinos mataron a 9 soldados israelíes. Entre el 26 de noviembre de 2023 y el 6 de enero de 2024, el ejército israelí usó buldóceres y cargas explosivas para demoler 750 estructuras del barrio, incluidas dos escuelas y varias mezquitas. Varios soldados israelíes se grabaron destruyendo las viviendas y subieron los vídeos a las redes sociales.
Tras declarar zona segura y abandonar la ciudad de Gaza a mediados de febrero, las fuerzas israelíes volvieron a adentrarse en ella a mediados de junio. El 10 de junio, los bombardeos israelíes mataron a dos personas e hirieron a varias más en el barrio. Dos días después, otros siete civiles murieron en un ataque israelí contra una vivienda en el barrio de Shujaiya.El 27 de junio, el ejército israelí ordenó la evacuación de los civiles que vivían en una parte del barrio. Al día siguiente, los bombardeos israelíes mataron a otros siete civiles en Shujaiya. Los combates se recrudecieron en el barrio a comienzos de julio, y el 3 de este mes la aviación israelí mató a cuatro personas en Shujaiya, además de causar 17 heridos. Cuatro civiles más murieron en el barrio el 7 de julio por diversos ataques israelíes. Cuando las tropas israelíes se retiraron por segunda vez del barrio, su principal centro médico había sido destruido junto con el 85% de las viviendas. Amnistía Internacional ha llamado a una investigación internacional por los crímenes de guerra cometidos por Israel en la destrucción sistemática de Shujaiya, incluidos el de destrucción arbitraria y el de castigo colectivo.

## Economía
El mayor mercado de Gaza, especializado en ropa y artículos para el hogar, se encuentra en Shujaiya. El Midan Shuja'iyya ("Plaza Shujaiya") está ubicado cerca de la entrada del barrio desde la Ciudad Vieja. La calle Omar Mukhtar comienza en el barrio de Shujaiya y termina en el de Rimal.

## Lugares de interés
Uno de los principales lugares de interés del barrio es la mezquita de Ahmed bin Othman, comúnmente conocida por los lugareños como la Gran Mezquita, situada en el corazón del distrito residencial y comercial. Dentro de esta mezquita se encuentra la tumba de Saif al-Din Yalkhaja, un oficial mameluco bajo el gobierno del sultán Al-Zahir Barquq. La mezquita de Ahmed bin Othman tiene varias piedras fundacionales que revelan una larga historia de demoliciones y restauraciones. Destacan sus intrincados grabados y sus piedras decorativas, especialmente las que adornan su minarete.
Otro lugar de interés de este barrio es la Mezquita Mahkamah, que albergó una escuela de gran importancia, según lo indicado en una inscripción sobre su puerta norte.
El barrio alberga varias mezquitas más, incluidas la mezquita Al-Hawashi, la mezquita Lady Ruqayya, la mezquita Ali bin Marwan, la mezquita Jeque Musafir, la mezquita de la Reforma, la mezquita de Tariq ibn Ziyad, la mezquita Qazmari, la mezquita Daraqutni, la mezquita Zu al-Nurayn y la mezquita de Sayyid Ali. Junto a la Gran Mezquita se encontraban los baños turcos de Shujaiya, aunque ya han desaparecido.
Al este del barrio se encuentra el Cementerio Tunecino, también conocido como Cementerio de Tiflisi. Además, se dice que una de las tumbas de los cementerios del barrio pertenece al famoso Sansón.

## Personas notables
- Ramadan Shallah, líder de la Yihad Islámica palestina.
- Ahmed Yabari, jefe de las Brigadas de Ezzeldin al-Qassam.
- Ziad Abu Amr, político palestino.
- Refaat Alareer, poeta palestino.